# Khīkān
Khīkān (persiska: خيكان) är en ort i Iran.   Den ligger i provinsen Alborz, i den norra delen av landet, 70 km nordväst om huvudstaden Teheran. Khīkān ligger 2 293 meter över havet och antalet invånare är 143.
Terrängen runt Khīkān är kuperad åt sydost, men åt nordväst är den bergig. Khīkān ligger nere i en dal. Runt Khīkān är det ganska tätbefolkat, med 96 invånare per kvadratkilometer. Närmaste större samhälle är Nārīān, 4,8 km öster om Khīkān. Trakten runt Khīkān består i huvudsak av gräsmarker.